# Corgatha gifuensis
Corgatha gifuensis là một loài bướm đêm trong họ Erebidae.